# ジェームズ・ウルフ
ジェームズ・ウルフ（James Wolfe, 1727年1月2日 - 1759年9月13日）は、イギリスの陸軍将校。カナダでフランス軍に勝利し、同地におけるイギリスの支配の確立に貢献した功により知られる。

## 出生と初期の軍歴

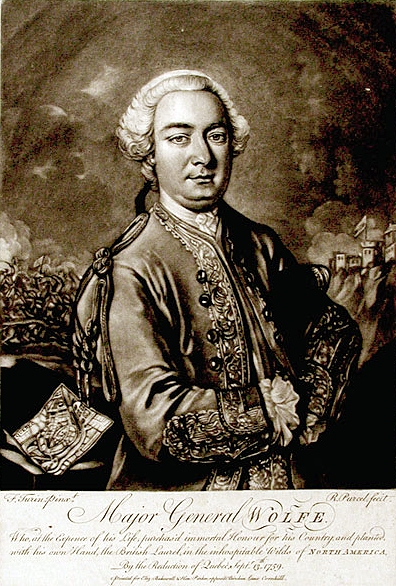
ジェームズ・ウルフ将軍の肖像画

ウルフはイングランド、ケント州のウェスタラムで、エドワード・ウルフ大佐とヘンリエッタ夫妻の長男として生まれた。1738年頃に一家はロンドン近郊のグリニッジに転居した。14歳で父親の第1海兵連隊に入隊し、以降も陸軍一筋に軍歴を積んだ。
2年後、オーストリア継承戦争（1740年 - 1748年）が勃発した。ウルフは、病気のせいで、戦争の初期には連隊に同行してヨーロッパへ出征することが適わなかったが、イギリス陸軍歩兵連隊である第12歩兵連隊に転属され、数ヶ月後にフランドルへ出航した。ウルフは少尉に昇進し、大隊の副官を務めた。1743年に、ウルフはデッティンゲンの戦いに参加し、そこでの活躍によってカンバーランド公ウィリアム・オーガスタスに目をかけられることになった。翌年、ウルフは第45歩兵連隊の隊長となった。
1745年、ウルフの連隊はイギリスに呼び戻され、ジャコバイトの反乱の鎮圧にあたった。ウルフは1746年にスコットランドに赴き、ヘンリー・ホーリイ将軍の下で副官を務め、チャールズ・エドワード・ステュアート率いるジャコバイト勢力の鎮圧作戦に加わり、フォルカークの戦いとカロデンの戦いに参戦した。カロデンの戦いでウルフは「命令に従うよりも名誉を重んじる」と主張して、負傷したスコットランド高地人の兵を撃て、と云うカンバーランド公の命令に背いた。この行為は、後にウルフが率いることになったロイヤル・ノースブリティッシュ・フュージリアーズ連隊での声望を高める一因ともなった。
ウルフはドイツに戻り、モードント将軍の指揮下でオーストリア継承戦争の前線に復帰した。ウルフはマーストリヒトの戦いで負傷し表彰を受けた。1748年、21歳で既に7つの作戦行動に参加したウルフはイギリスに帰還した。そして、スコットランドに戻って守備隊に加わり、一年後に第20歩兵連隊の少佐となり、スターリングに駐屯した。1750年、ウルフは、22歳にして、中佐に昇進した。ウルフは8年間にわたりスコットランドの連隊に在籍し、軍事に関するいくつかの論文を上梓し、度々のパリへの出張の結果フランス語にも熟達した。ウルフは、1758年、その2年前に勃発した七年戦争に参加するべく北米へ派遣された。

## 七年戦争
1756年、イギリスとフランスとの間にあからさまな敵意が燃え上がり、翌年、ウルフはフランス領の大西洋岸の軍港ロシュフォール攻略作戦に参加した。この作戦は失敗に終わったが、ウルフは目覚ましい活躍により、国務大臣の大ウィリアム・ピットの目に留まることとなった。ピットはこの戦争で北米においては最大の戦果を得なければならないと肚を決めていた。1758年1月23日、ウルフは准将に昇進し、ジェフリー・アマースト将軍とともに、ヌーベルフランスのルイスブルグ要塞攻略作戦に遣わされた。同年6月にフランス軍は降伏した。
ルイスブルグでの功績に注目して、ピットは翌年、ウルフを少将に昇進させ、ヌーベルフランスの首府ケベック攻略を目的としたカナダ遠征軍の司令官に任命した。イギリス軍はケベックを3ヶ月間包囲した。包囲の間、心理的脅迫作戦のひとつとして、「ウルフのマニフェスト」として後に知られる書簡をウルフはケベック市民に公開した。1759年3月、旅団のケベック到着に先立ちウルフがアマーストに書いた書簡である。「もしも、川を航行中の事故で、または敵の抵抗のせいで、あるいは病気や大量の戦死者が出て、とにかく何らかの理由で、ケベックが我らの手に落ちないと判ったら (もちろん最後まで粘りますが)、私は砲撃によって市街を焼尽し、畑、家屋、家畜を徹底的に破壊し、一人でも多くのカナダ人をヨーロッパに送り返し、飢饉と荒廃を後に残して去るつもりです。我らのならず者どもに、少しはジェントルマンらしい戦争のやり方も教えておかねばなりませんが」。
セントローレンス川対岸の岬に築いた砲台からの徹底的なケベック市街への砲撃に続けて、市の西側の急峻な崖からの大胆で危険な上陸作戦をウルフは指揮した。1759年9月13日の早朝、ウルフの部隊は小さな砲を2門携えて崖をよじ上り、ケベックを直接見下ろす高地に陣取り、その崖からの登攀は不可能だと考えていた、カナダ防衛軍総司令官ルイ＝ジョゼフ・ド・モンカルム率いるフランス軍を驚愕させた。フランス軍は、その高台からの砲撃が始まれば市の城壁もついに持ちこたえられないと覚悟し、アブラハム平原の戦いによる決戦に打って出た。フランス軍は敗れたが、ウルフは胸部を撃たれ、戦闘の終結直前に落命した。ウルフは「敵が逃げて行きます」との報告を聞き、イギリス軍の勝利がなったことに満足して死んだ、と伝えられている。アブラハム平原の戦いは、両軍の総司令官がともに落命したことでも知られている。モンカルムも、翌日、負傷がもとで亡くなった。ケベック攻略戦の勝利によって、翌年にはイギリス軍のモントリオール上陸がもたらされた。モントリオールの陥落によって、北米におけるフランスの支配は、ルイジアナとサンピエール島・ミクロン島を除いて、終りを告げた。

## 人物
ウルフは自己にも他人にも厳格なことで鳴らした。多病で、頑健な質ではなかったにもかかわらず、活動的で休むことを知らない人物であった。アマーストは、ウルフはあらゆる場所にいつでも現れる、と報告に記すほどであった。宮廷で、この若き准将は頭がおかしい、とある人物が決めつけたところ、国王ジョージ2世はこう切り返した。「ウルフが狂っているだって？そりゃ良い、他の将軍連中にウルフが噛み付いてくれるんだな！」。当時のイギリス陸軍の高級士官には、業績はないが縁故や買収によって地位を得た貴族階級出身の人物も多かった。この国王のジョークは、ウルフとオオカミを掛けるとともに、叩き上げのウルフの目覚ましい活躍を引き合いに、それらの人物の働きぶりに苦言を呈したものであろう。

## その他参考資料
- Stephen Brumwell, Paths of Glory: The Life and Death of General James Wolfe (2006)
- Frank McLynn, 1759: The Year Britain Became Master of the World (2004)
- Fred Anderson, Crucible of War : The Seven Years' War and the Fate of Empire in British North America, 1754-1766 (2001)
- 篠原由起夫　『フォールオブケベック—ウルフ将軍、最後の戦い』、文芸社、2005年。